# 容羨媛
容羨媛（英語：Fion Yung Sin Woon，1984年3月4日—），香港女演員，曾為無綫電視基本藝人合約女藝員及节目主持，曾於香港電台任職DJ及節目主持。

## 背景
容羨媛早年在新界元朗區成長，自小已學習跳舞。畢業於鐘聲學校（1996年上午校）、趙聿修紀念中學（2001年中五）及博愛醫院鄧佩瓊紀念中學（2003年中七），後入讀香港理工大學，獲得建築經濟及管理學（榮譽）理學士學位，她其後入讀香港浸會大學，獲得傳理系碩士學位。大學期間，她曾短暫於澳洲墨爾本一社區電台工作。2004年參加DJ生還者，加入香港電台。任職第二台及青年網上電台TeenPower的WebJ及ProjectCoordinator。2008年8月離開香港電台，加入無綫電視，於無綫娛樂新聞台擔任節目主持。2012年加入《東張西望》節目擔任主持。
2024年7月，容羨媛離開無綫電視，並舉家移民，定居加拿大溫哥華。

## 作品

### 主持
- 2008年放榜前的一個晚上
- 2009年范後感
- 2009年娛樂頭條
- 2010年美女榚照迎虎年
- 2012年東張西望
- 2017年玩轉香港日與夜
- TP新勢力
- Gimme5（4/3-6/3，代Eric）
- MadeinHongKong李志剛（逢星期五）
- 輕談淺唱不夜天
- WebJShowUp
- TeenMusik
- 盛莊天下
- TP夏日劇場：沒有不能說的秘密
- Game就兩份
- HelloTeenPower
- 健康大道

### 電視劇
- 2010年火速救兵飾新聞報道員
- 2012年愛·回家(第一輯)飾美/靳太
- 2013年戀愛季節飾索女及神探高倫布飾空姐
- 2015年火速救兵III飾孕婦
- 2016年幕後玩家飾信妻
- 2017年愛·回家之開心速遞飾女主播、Betty、呂醫生、神秘女人；與諜同謀飾醫生
- 2018年棟仁的時光飾旅行社職員
- 2019年好日子飾麥太；她她她的少女時代飾失戀醉女、風朋友；街坊財爺飾母親
- 2020年迷網飾街坊；過街英雄飾Tina；堅離地愛堅離地飾余美琪
- 2021年愛美麗狂想曲飾顏珠迪；寶寶大過天飾主管；十月初五的月光飾精神料診所護士
- 2022年金宵大廈2飾Timmy母親；雙生陌生人飾晚會主持；童時愛上你飾魯健怡；回歸飾司儀
- 2023年你好，我的大夫飾志訓社職員

### 音樂錄像
- 2016年：泳兒《四不像之人人像我》
- 2017年：黎瑞恩、泳兒《搖籃曲》